# Góra Sienicka
Góra Sienicka (niem. Senitzeberg, Scheunenberg) – wzniesienie na osiedlu Strachocin we Wrocławiu, o wysokości bezwzględnej 122,6 m.
Góra Sienicka zbudowana jest z glin zwałowych i umiejscowiona jest na tarasie nadzalewowym rzeki Widawy, w odległości około 700 m na południe od jej koryta, wysokość względna wzgórza wynosi 2,6 m. Góra Sienicka w całości mieści się na terenie Rolniczego Zakładu Doświadczalnego „Swojczyce”, należącego do Uniwersytetu Przyrodniczego we Wrocławiu.